# 国際船級協会連合
国際船級協会連合（こくさいせんきゅうきょうかいれんごう）とは、船舶の検査機関である船級協会の集まりである。英語の名称はInternational Association of Classification SocietiesでありIACS（あいあっくす）とも呼ばれる。

## 概要
アメリカ船級協会（ABS）、フランスのビューロー・ベリタス（BV）、中国船級協会（CCS）、ノルウェーのDNV GLグループ（DNV GL、現在はDNVに改称）、韓国船級協会（KR）、イギリスのロイド船級協会（LR）、日本海事協会（NK）、イタリア船級協会（RINA、リナ）、ロシア船級協会（RS）がメンバーとして加盟している。
各国船級協会の規則の統一を図った統一規則（UR、unified requirement）や、国際条約についての統一解釈（UI、unified interpretation）を策定するが、最終的な承認行為は承認申請を受けた個別の船級協会が行う。